# Robert Opratko
Robert Opratko (* 17. März 1931 in Wien; † 9. September 2018 in Purbach am Neusiedler See, Burgenland) war ein österreichischer Musiker und Hochschulprofessor.
Opratko ist Komponist vieler Lieder bekannter österreichischer Musiker wie Ludwig Hirsch, Michael Heltau, Marianne Mendt (u. a. „So a Tag“, „I mechat unsichtbar sein“) und André Heller (u. a. „A Zigeina mecht i sein“, „Das berühmte Jean-Harlow-Lied“).
Zudem machte er sich auch als Arrangeur und Dirigent einen Namen, beispielsweise 1971 beim Eurovision Song Contest (damals noch „Grand Prix de la Chanson“) in Dublin für Marianne Mendt oder mit seinem „Orchester Robert Opratko“ als Begleitung von Freddy Quinn, Peter Alexander und Udo Jürgens.
Er wurde später Abteilungsleiter am Konservatorium der Stadt Wien und Musikprofessor. Robert Opratko war seit 1980 Vizepräsident der AKM, seit 2013 war er bis Juni 2018 deren Präsident. 2016 erhielt er das Goldene Ehrenzeichen für Verdienste um das Land Wien.
Robert Opratko wurde auf dem Friedhof in Purbach beerdigt. 